# Maria van Reigersberch (1632-1673)

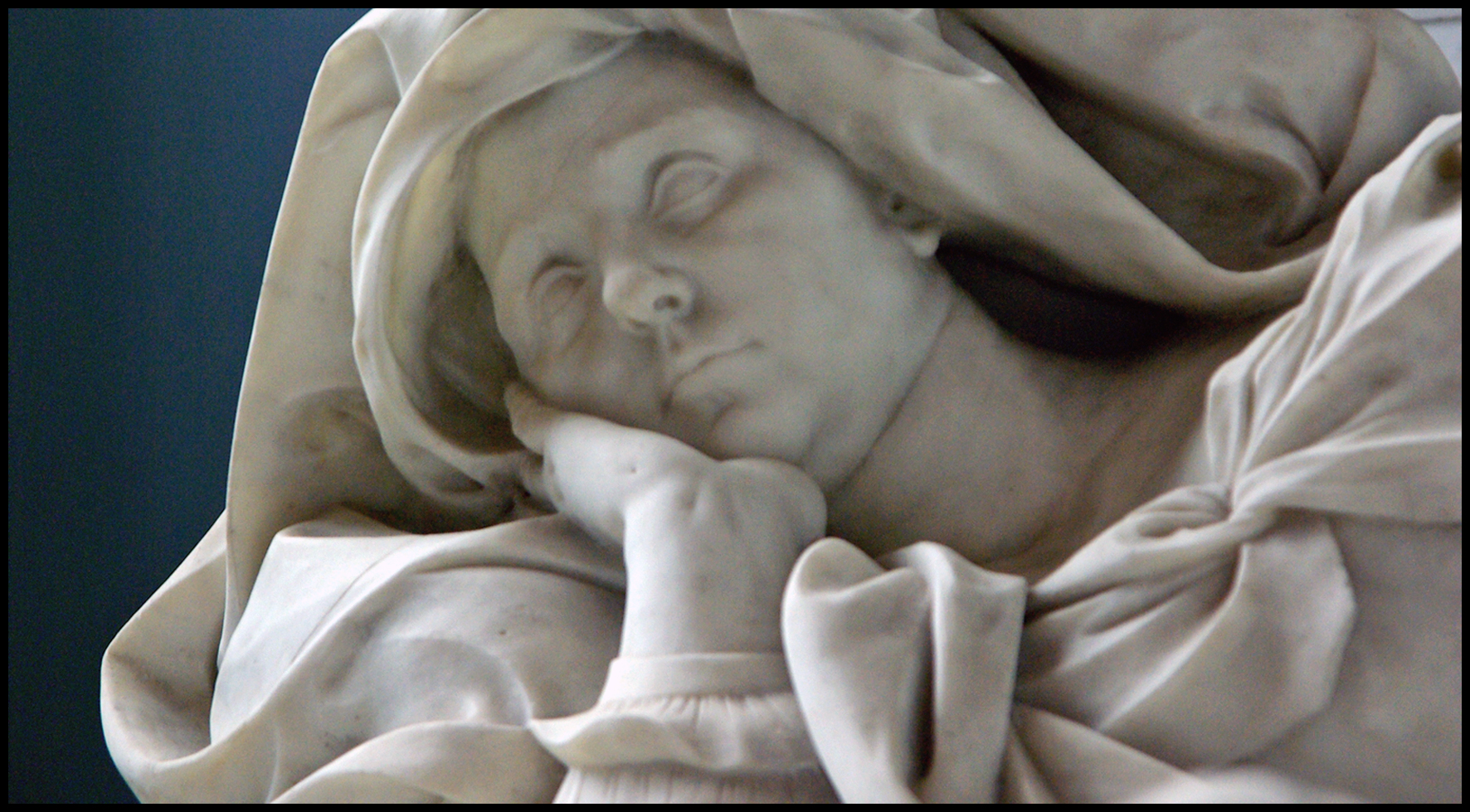
Portret van Maria van Reigersberch

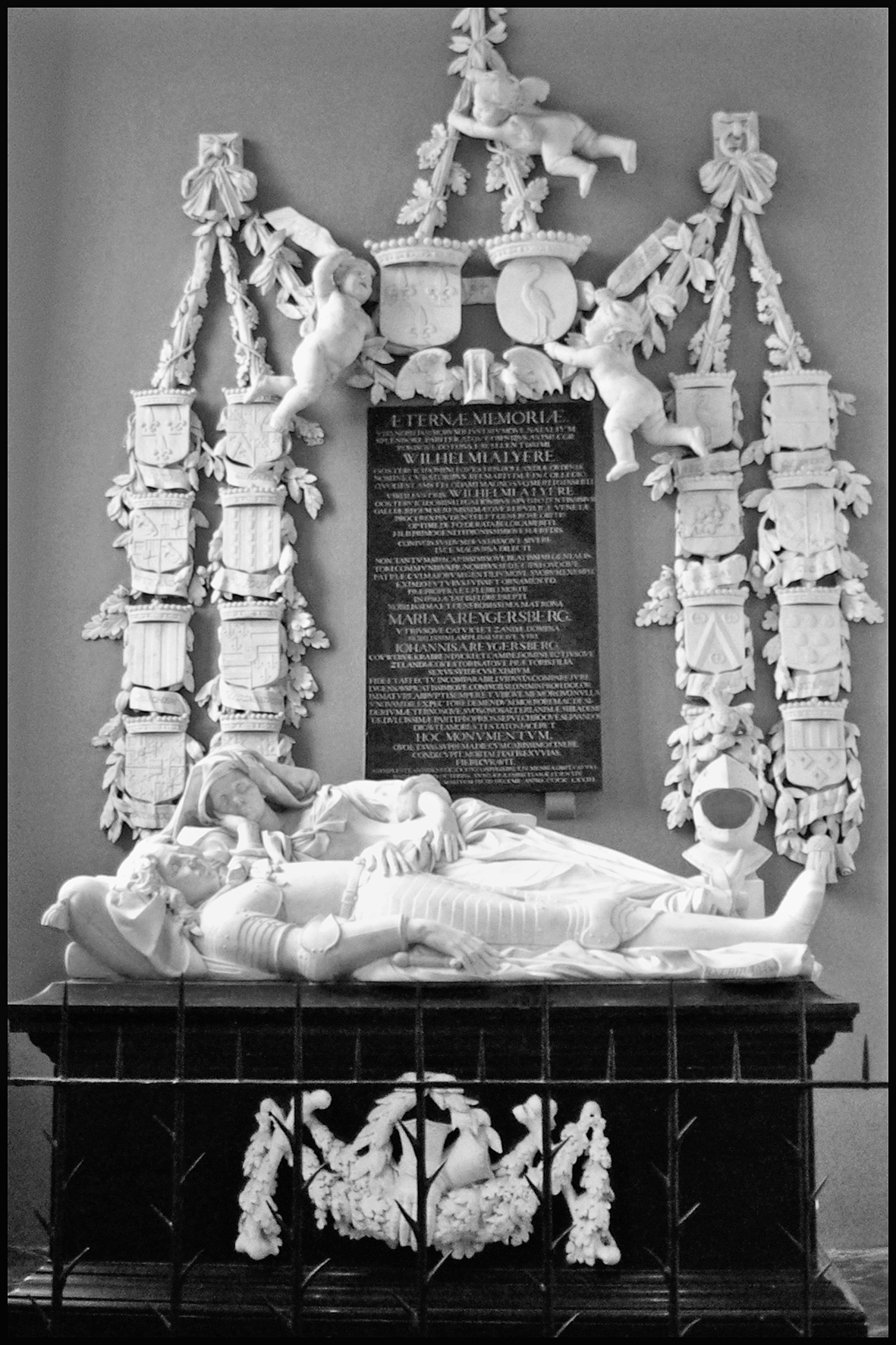
Praalgraf van Van Lyere en Maria van Reigersberch

Maria van Reigersberch (21 november 1632 - 11 december 1673) was vrouwe van de heerlijkheid van beide Katwijken en van 't Zandt.
Ze was getrouwd met Willem van Lyere die in 1654 de heerlijkheden kocht. In datzelfde jaar is hij overleden, zodat Maria van Reigersberch vrouwe van beide Katwijken werd. Zij was opdrachtgeefster van een monumentaal praalgraf van de hand van Rombout Verhulst in de Dorpskerk in Katwijk aan den Rijn. Rond 1660 is deze opdracht aan Verhulst verleend.
In 1655 gaf ze aan de architect Pieter Post de opdracht om op de plek van de ruïne van kasteel 't Zand een nieuw landhuis te bouwen. Dit huis is echter nooit gebouwd.

## Portret met 'Caritas' fontein

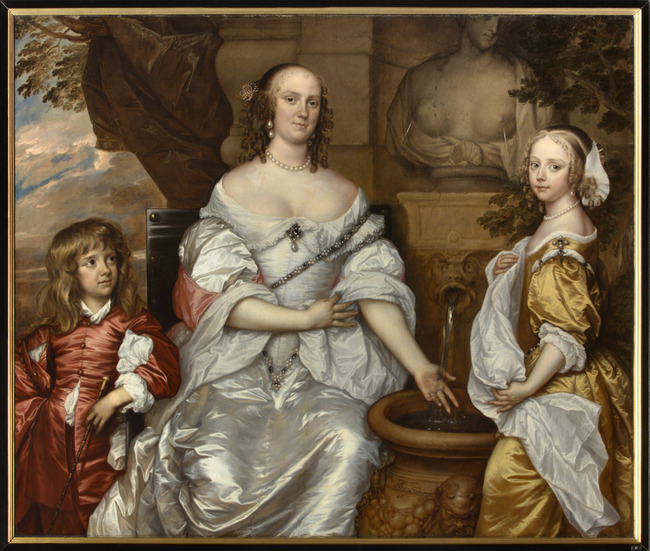
Familieportret van Maria van Reigersberg (1628-1673) en haar kinderen Jacoba van Liere (1652-1693) en Willem van Liere (1653-1706), 1663 gedateerd, door Adriaen Hanneman